# 拉昆布雷 (考卡河谷省)
拉昆布雷（西班牙語：La Cumbre）是哥倫比亞考卡山谷省的城鎮，位於該國西部，距離首府卡利29公里，始建於1913年，面積235平方公里，海拔高度1,591米，2005年人口11,001。

## 外部連結
- La Cumbre ¡Unidos por la Cumbre! （西班牙文）